# Wattenwil
Wattenwil – gmina (niem. Einwohnergemeinde) w Szwajcarii, w kantonie Berno, w regionie administracyjnym Oberland, w okręgu Thun.

## Demografia
W Wattenwil mieszka 3 060 osób. W 2020 roku 4,5% populacji gminy stanowiły osoby urodzone poza Szwajcarią.

## Transport
Przez teren gminy przebiegają drogi główne nr 230 i nr 231.